# 与野の大カヤ

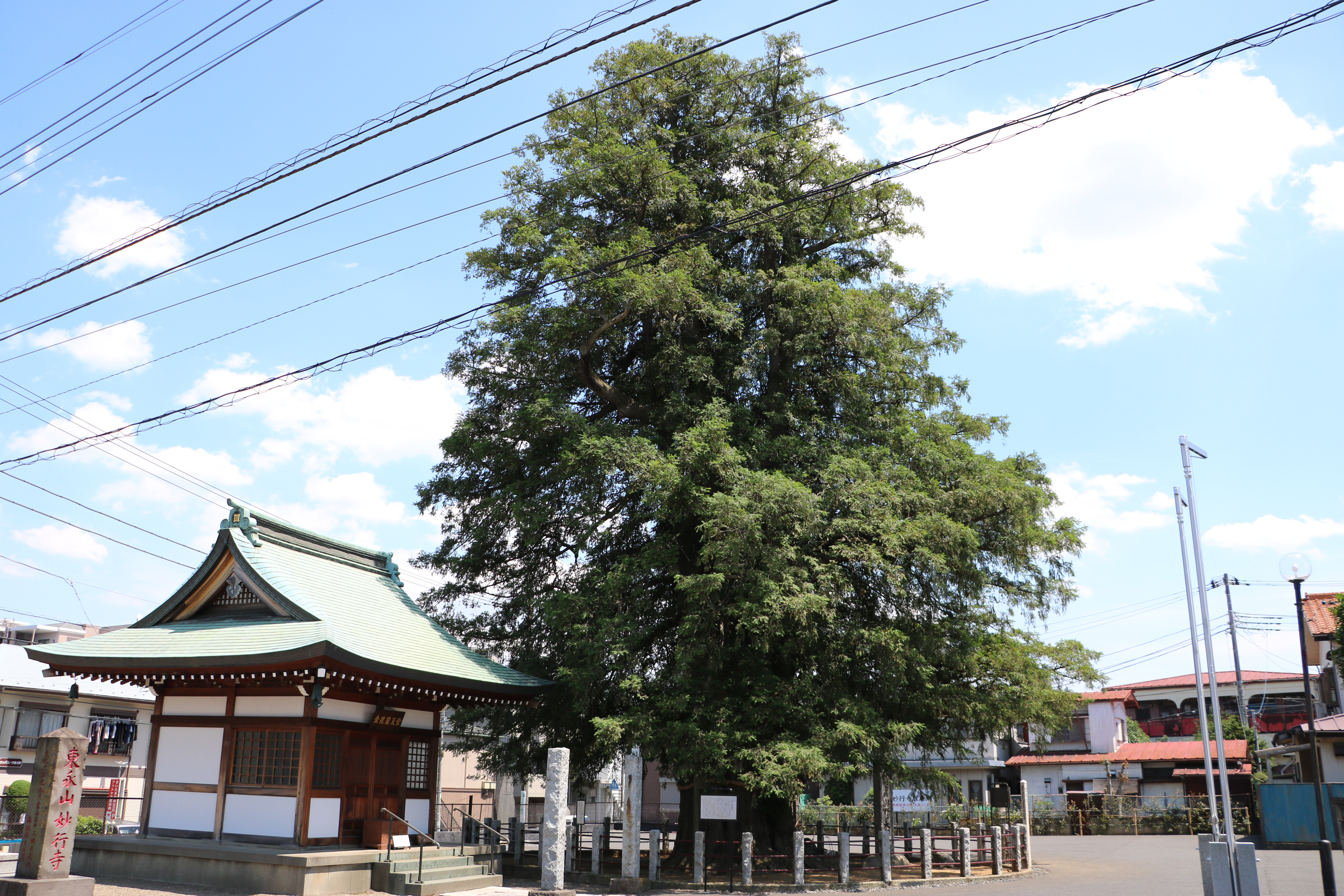
与野の大カヤ。左側のお堂が金毘羅堂。榧木金毘羅（かやのきこんぴら）と呼ばれ信仰の対象とされている。2022年6月13日撮影。

与野の大カヤ（よののおおカヤ）は、埼玉県さいたま市中央区鈴谷四丁目にある日蓮宗寺院妙行寺の門前に生育する、国の天然記念物に指定されたカヤ（榧）の巨樹である。
同寺院に伝わる寺社縁起から樹齢は1000年を超えるものと推定されており、室町時代の応永年間（1394年から1428年）にはすでに関東随一の巨木として広く知られていたという。著名なカヤの老大木であり、1932年（昭和7年）7月25日に国の天然記念物に指定された。指定当時の名称は旧字体の「與野ノ大榧」で、名称に冠された與野は指定当時の北足立郡與野町から名付けられた。
本樹は、群馬県前橋市の「横室の大カヤ」、静岡県浜松市浜名区の「北浜の大カヤノキ」とともに「日本三大カヤ」のひとつとされている。所在する鈴谷地区は、2001年（平成13年）に浦和市・大宮市と新設合併するまでは与野市の一地区であったが、かつて与野市の「市の木」は本樹に因んで「カヤ」が指定されていた。

## 解説

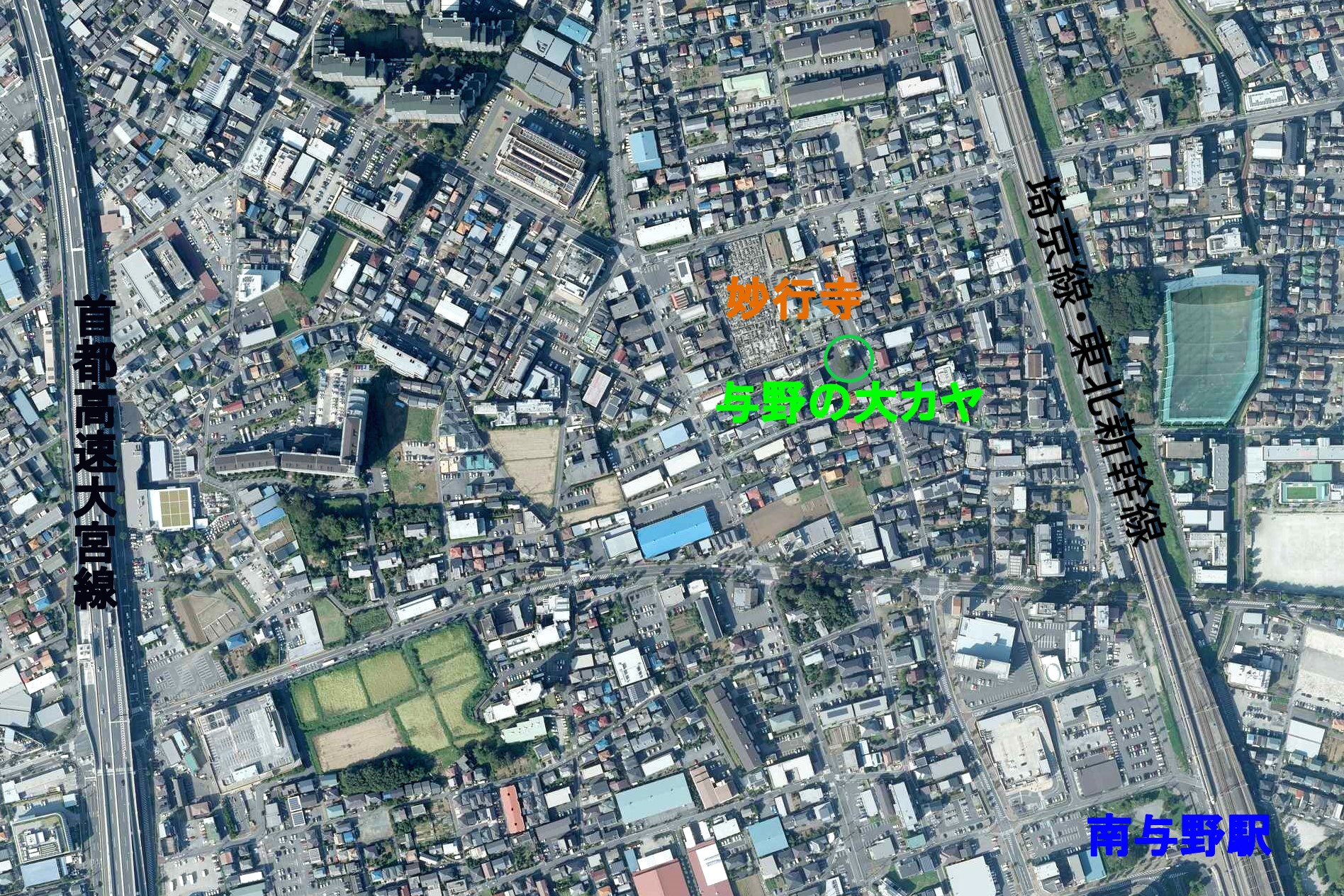
与野の大カヤ周辺の空中写真。
東側をJR埼京線、西側を首都高速埼玉大宮線に挟まれた住宅密集地に位置する。
。（2019年10月1日撮影の画像を使用作成）

与野の大カヤのある妙行寺は、東日本旅客鉄道（JR東日本）埼京線南与野駅から北北西へ約550メートルの場所にある日蓮宗の寺院で、国の天然記念物に指定されたカヤの巨樹は、妙行寺の山門から市道を挟んで南東側にある「金毘羅堂」と呼ばれる同寺院所有のお堂に隣接して生育している。1988年（昭和63年）に計測された値によれば、樹高21.5メートル、目通り幹囲7.28メートル、根回り13.5メートルという巨樹であり、埼玉県教育局文化資源課が2020年（令和2年）に行った埼玉県民が選ぶ埼玉の巨樹100選にエントリーされた「埼玉県巨樹番付指定木リスト」193樹のうち、与野の大カヤは冒頭の№1としてリストアップされ、SNSによる投票の結果、与野の大カヤは西の関脇にランクされた。
カヤ（榧、学名: Torreya nucifera）は、イチイ科カヤ属の常緑針葉樹で、コツブガヤ、ヒダリマキガヤ、ハダカガヤ、マルミガヤなどの変種や品種があり、日本国内にはこれらの変種や品種を含む個体が14件（先述した他2件の日本三大カヤも国の天然記念物である）、自生地1件の合計15件のカヤが国の天然記念物に指定されており、与野の大カヤもそのひとつである。なお、カヤは雌雄異株であるが与野の大カヤは雌株である。
本樹を所有する妙行寺の寺社縁起によれば、平安時代の長元年間（1028年から1037年）に植樹されたものと伝えられ、この伝承どおりであれば樹齢は1,000年を超えていることになる。室町時代の応永年間（1394年から1428年）には、関東随一の巨木としてその名が四方に響いていたというが、かつて妙行寺の周辺は交通の便が良くない場所であったという。今日の与野の大カヤは周囲に住宅が密集し、JR埼京線や首都高速埼玉大宮線に囲まれた交通至便な環境からは想像し難いが、当時は交通不備の地で訪れる人も少なかったといい、1948年（昭和23年）6月24日に当地を訪ねた植物学者の本田正次によれば、その由について刻まれた碑が傍らに所在していたという。いずれにしても、古くからカヤの巨樹として人々に知られる名木であり、鎌倉時代にはカヤノキそのものを御神木として崇め、金毘羅堂が建立され榧木金毘羅（かやのきこんぴら）と呼ばれるようになり信仰の対象になったといい、今日でも主幹には太い注連縄が巻かれている。
埼玉県内におけるカヤの巨樹は、主に県北部の丘陵や自然堤防などの水はけのよい場所に点々と見られるが、ここ与野の大カヤの立地する地形的環境は関東ローム層の厚い堆積物に覆われた台地の、ゆるやかな傾斜面の一画であり、一般的に巨樹が根を張るには悪い土地条件である。それにもかかわらず推定1,000年の樹齢を保ち生育し続けたことは珍しいとされ、天然記念物に指定されたのは巨樹であるというだけでなく、このような理由も含まれているという。

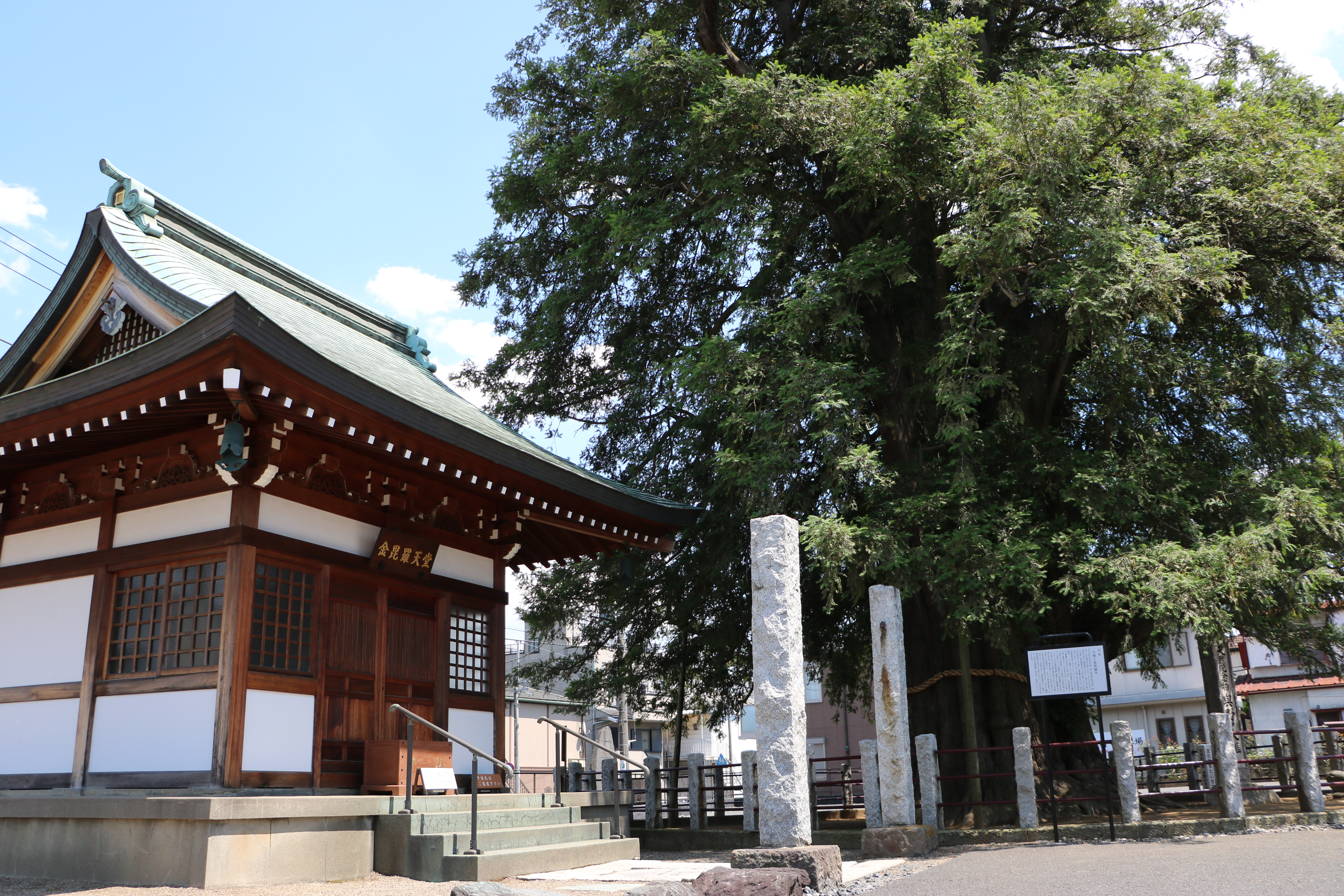
金毘羅堂と与野の大カヤ。
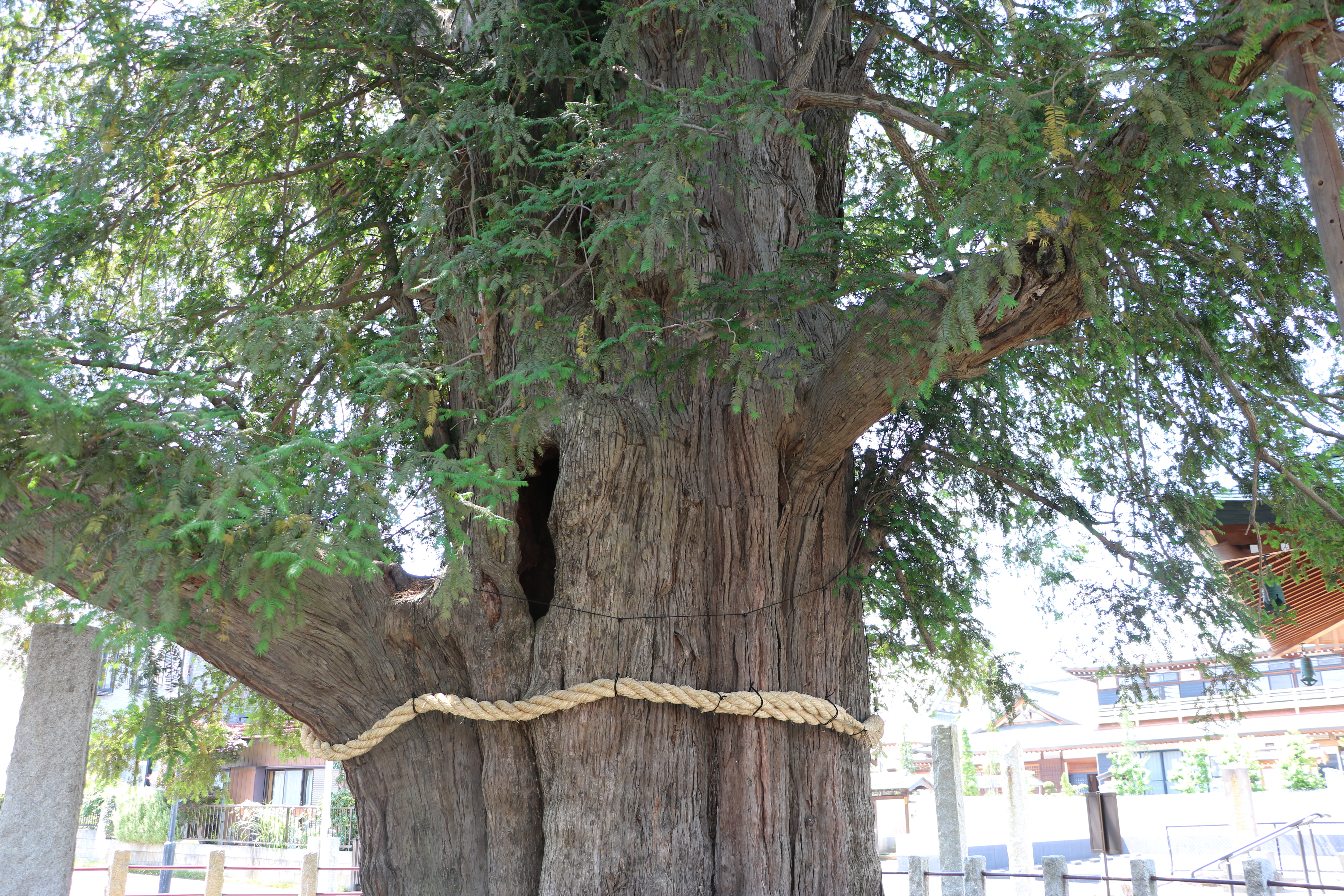
太い注連縄が巻かれている。
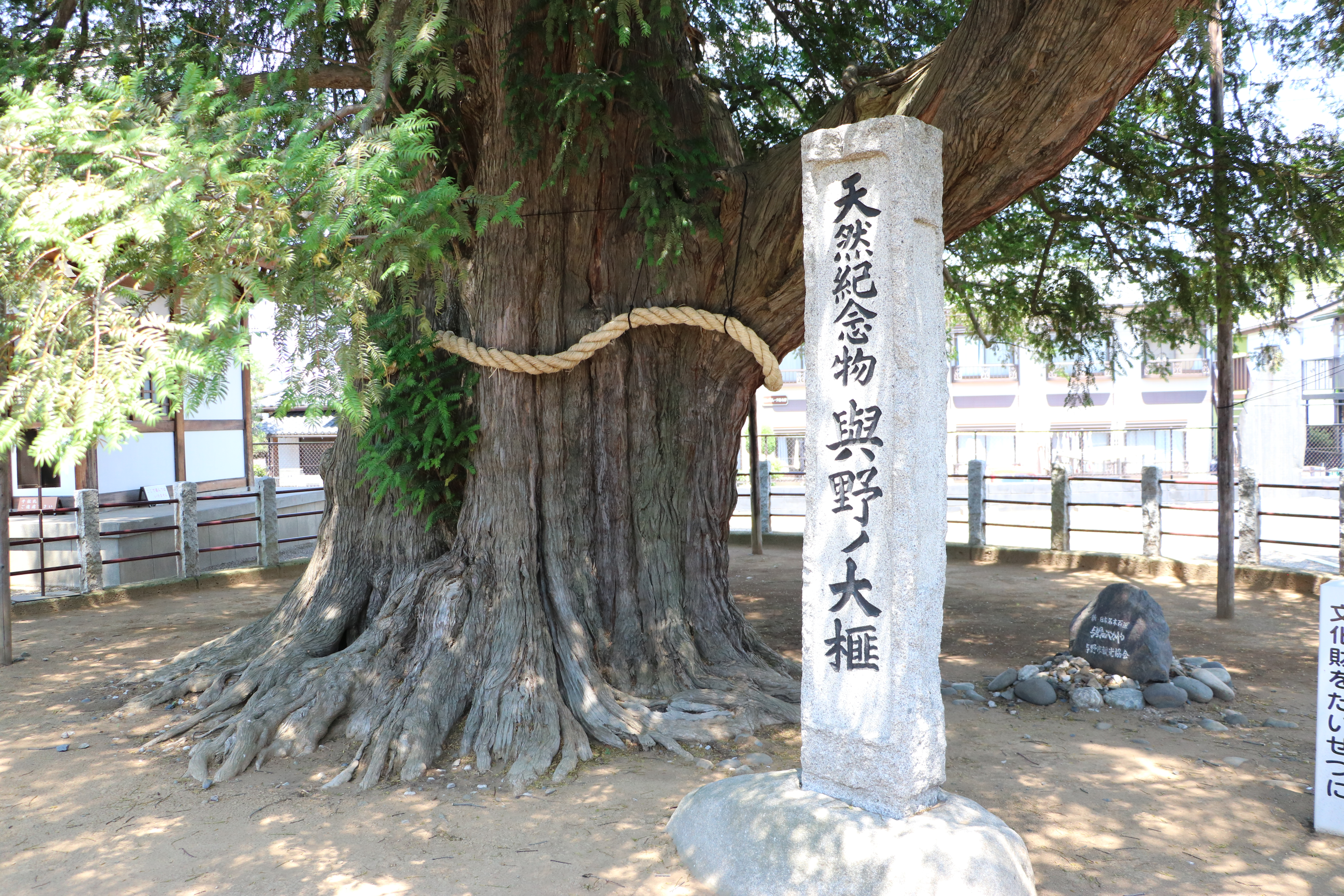
石碑には指定当時の旧字体「與野ノ大榧」と刻まれている。

## 交通アクセス
所在地
- 埼玉県さいたま市中央区鈴谷4-1083-1[17][注釈 1]

交通
- 東日本旅客鉄道（JR東日本）埼京線「南与野駅」下車、西口より徒歩約10分。
- 東日本旅客鉄道（JR東日本）京浜東北線「北浦和駅」下車、西口より陣屋・大久保団地方面行バスにて約10分、鈴谷大かや前下車徒歩2分。
- 首都高速埼玉大宮線浦和南出入口・浦和北出入口より、車で約15分。